# Gastronomía del Reino Unido

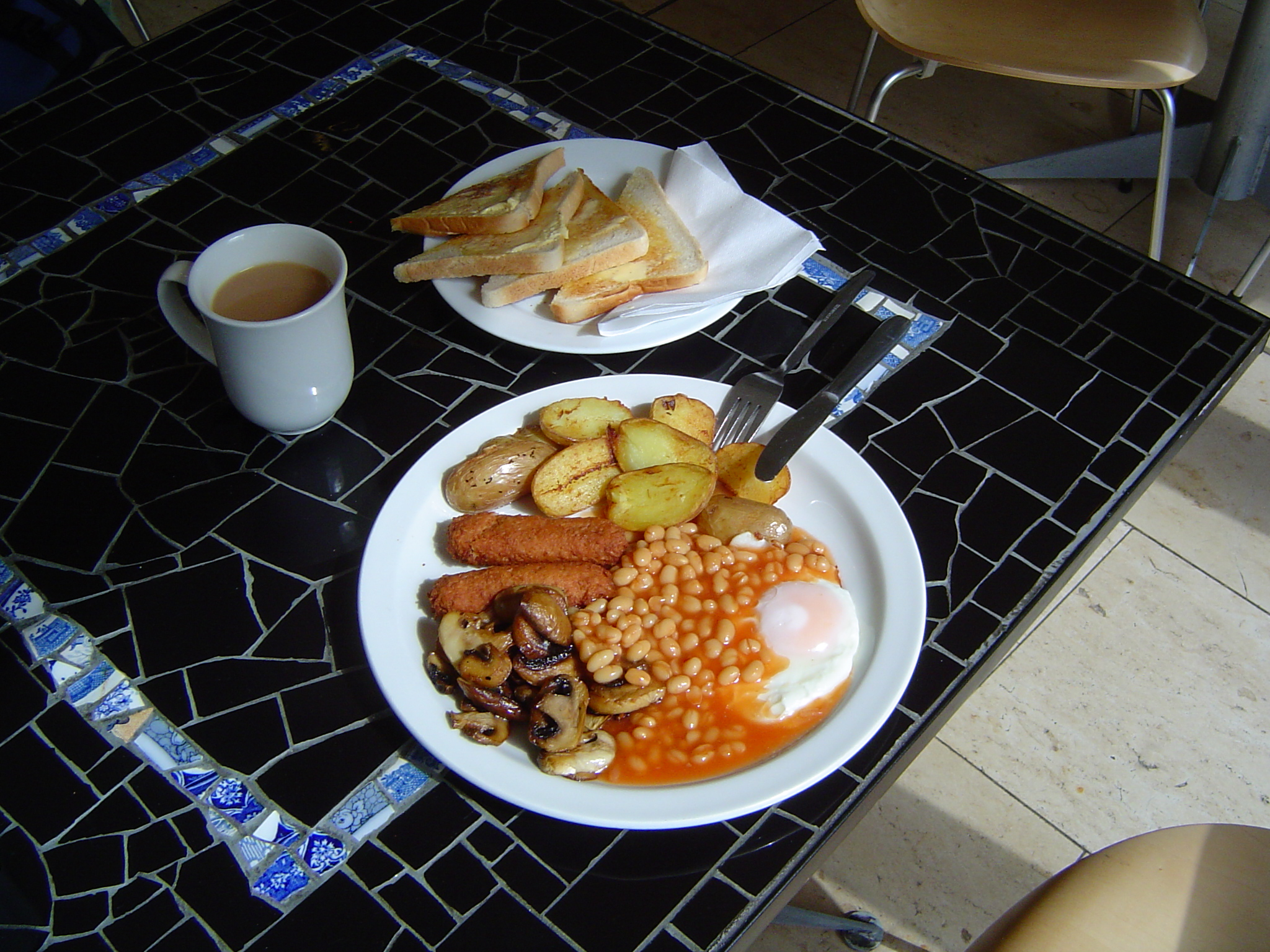
Desayuno inglés típico, con todos los ingredientes básicos.

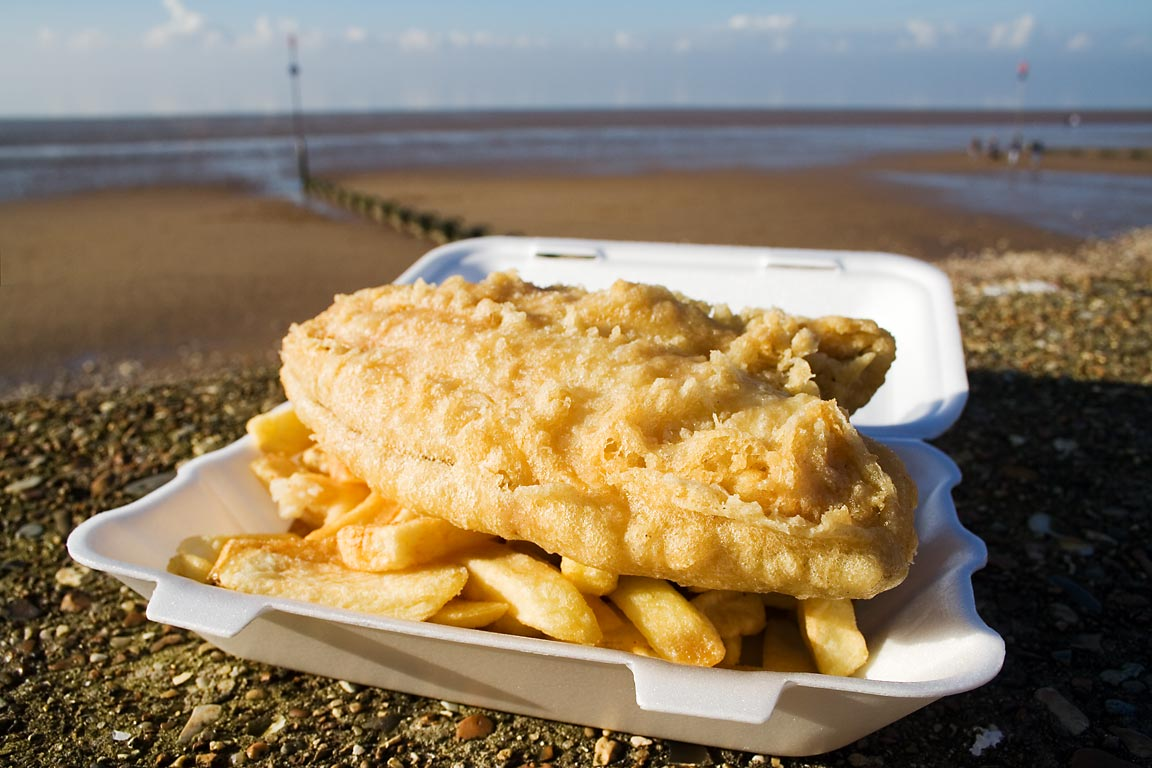
Fish and chips (pescado y patatas fritas), una de las comidas más conocidas del Reino Unido.

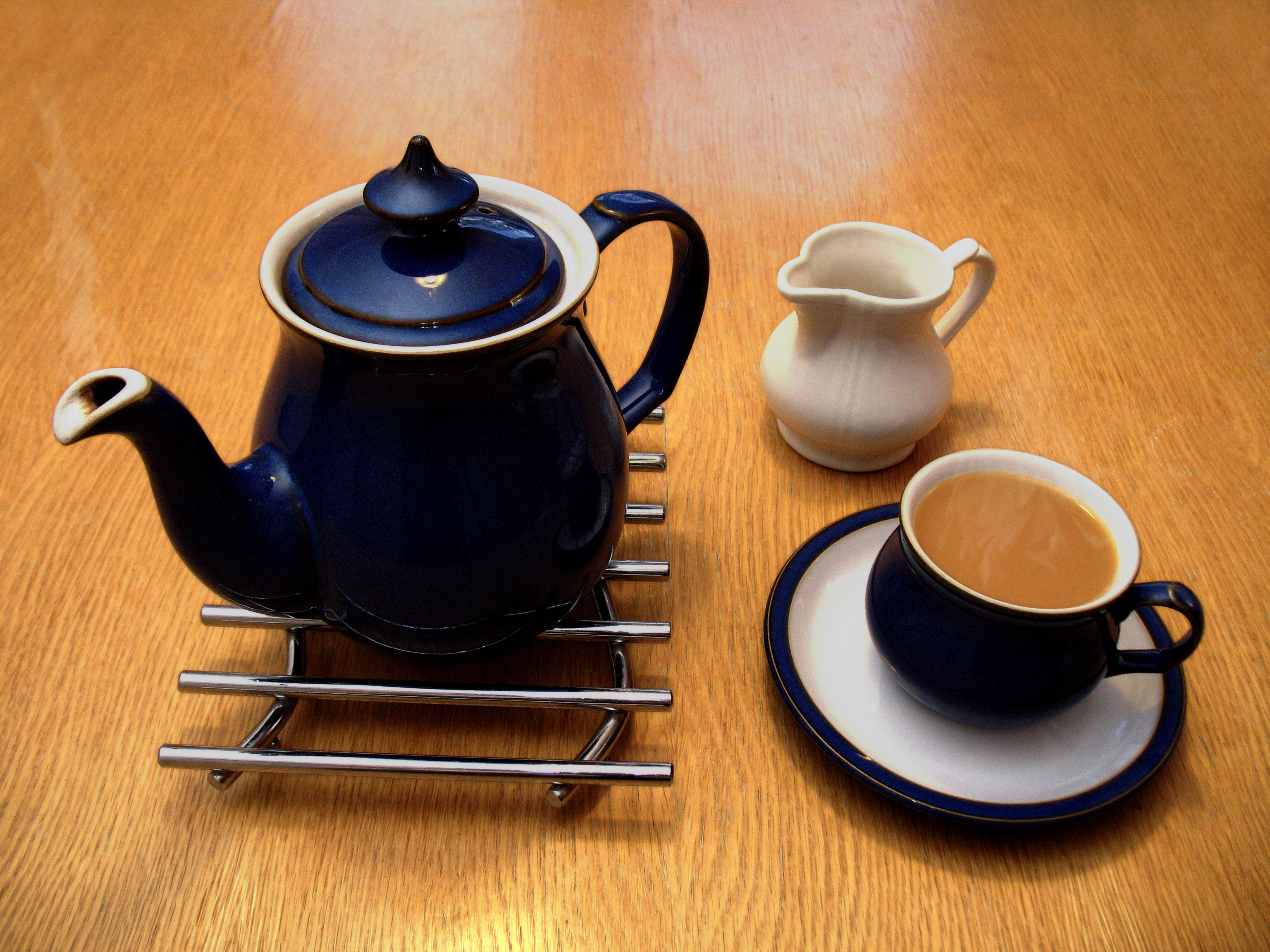
Hora del té.

Con el paso de los años, los alimentos tradicionales británicos, aquellos adaptados al clima de Gran Bretaña, se han visto influenciados por numerosas culturas con las que han tenido un amplio contacto, como la europea, la norteamericana y la asiática (en especial, la cocina china y la cocina de la India), durante la época del Imperio británico y como resultado de la inmigración de la posguerra, por lo que, debido a estas influencias, la cocina británica se puede catalogar de cosmopolita a la par que tradicional. 
Los platos tradicionales tienen raíces muy antiguas, tales como la elaboración del pan y el queso, las carnes asadas, pescados procedentes del mar o de los ríos, todos ellos mezclados con los chiles provenientes de Norteamérica, las especias y curries de la India y Bangladés, los fritos basados en la cocina china y tailandesa. La cocina francesa y la cocina italiana, consideradas en el pasado como algo extranjero y admiradas en la actualidad, hasta el extremo de ser copiadas. La cocina de Gran Bretaña ha sido una de las primeras en adoptar e incorporar a su culinaria cotidiana la comida chatarra (fast food) procedente de los Estados Unidos y esto se nota al pasear por las calles de cualquier gran ciudad británica.
Los platos tradicionales incluyen el sunday roast (un plato asado, normalmente de rosbif, cordero o pollo), las judías con tomate (baked beans), el Welsh rarebit (queso fundido sobre una tostada) o el tocino [bacon, en inglés]; la mayoría de los pubs ofrecen este tipo de platos. Otros platos incluyen el cordero asado acompañado con salsa de menta. En Escocia destaca el haggis, una morcilla preparada con avena y cordero que se sirve con verduras y legumbres.
Los desayunos y "brunch" (palabra formada por breakfast y lunch, significando desayuno fuerte tardío o bien almuerzo temprano, normalmente en días festivos), incluyen platos como el porridge, (gachas de avena), el kedgeree (pescado ahumado, arroz hervido, huevos revueltos...) o el desayuno inglés.

## Ingredientes
La cocina tradicional británica no usa las especias como condimento alimenticio, por su parte, la cocina actual sí las usa. Esto es debido a la influencia gastronómica de la India. Las verduras suelen emplearse generalmente cocidas. Frecuentemente, suelen encontrarse cereales (avena) o legumbres acompañando alimentos como carne, pescado o guisantes.

## El pescado
El pescado se suele consumir en las zonas costeras. De esta forma, en Escocia se puede comer salmón en cualquiera de sus variedades. En Gales existen platos de pescado como el sewin o la trucha asalmonada. Hay platos preparados basados en el pescado como el jellied eels. En la actualidad se ha de comer un pescado fresco y natural de los alimentos que se utilizan en las comidas de la dieta mediterránea de las proteínas del pescado o de la carne.

## Quesos
Varios quesos británicos han obtenido reconocimiento y protección mediante el sistema DOP:
- Queso cheddar
- Stilton
- Beacon Fell traditional Lancashire cheese
- Bonchester cheese
- Buxton Blue
- Dorset Blue cheese
- Dovedale cheese

## Pasteles

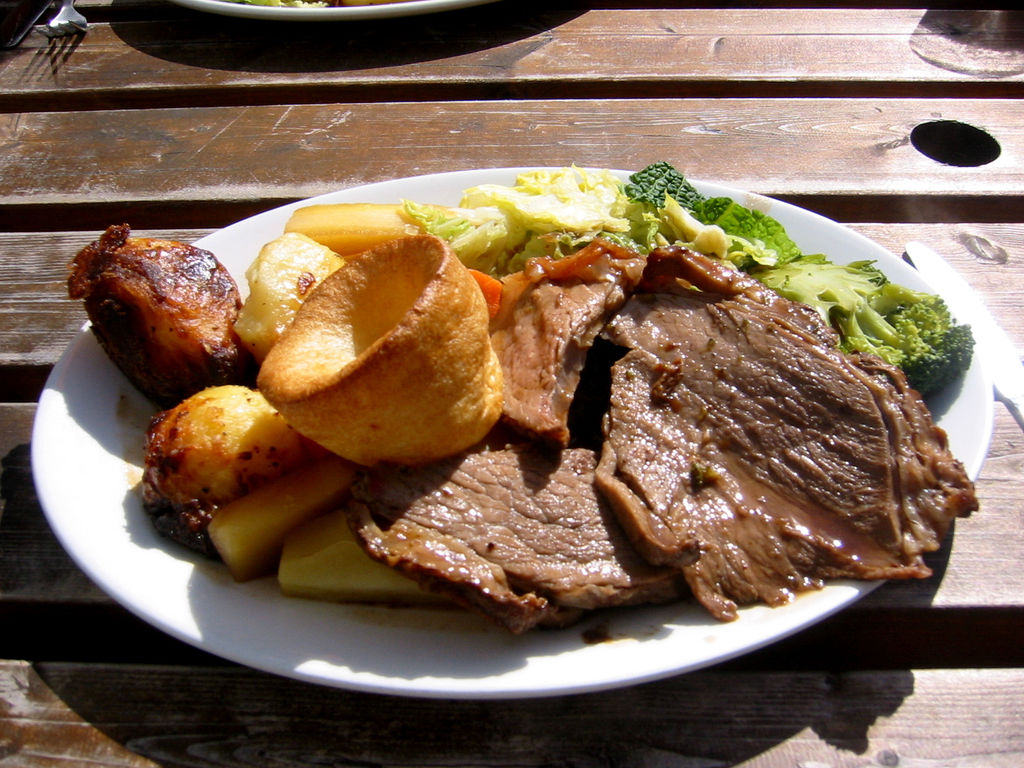
Sunday roast, que consiste en lonchas de roast beef (asado), patatas, verdura y Yorkshire pudding.

El yorkshire pudding, que acompaña al roast beef, es considerado como plato nacional. Las empanadas de carne y verdura incluyen el shepherd’s pie, que es un pastel de carne picada, cebolla, verduras y recubierto de puré de patatas y el steak and kidney pie, un pastel de diferentes tipos de carne de vaca y riñones.

## Postres
Existen abundantes ejemplos de postres dentro de la cocina inglesa tales como la tarta de manzana, los muffins de plátano con canela, el summer pudding bayas con nata, o la custard (natillas). Los pasties de Cornualles y crumbles también pertenecen a la repostería británica.

## Bebida
Frecuentemente se bebe cerveza de tipo ale (denominación inglesa para las cervezas de fermentación alta) o sidra, en los pubs. Se suele tomar té y es muy popular el Earl Grey. Snakebite (mordedura de serpiente) es un cóctel popular entre los estudiantes que consiste en una mezcla en porciones iguales de sidra y cerveza. La shandy (limonada y cerveza) es también una bebida refrescante consumida principalmente en los meses más calurosos del año. Pimm's es un licor nacional.

## Comida rápida

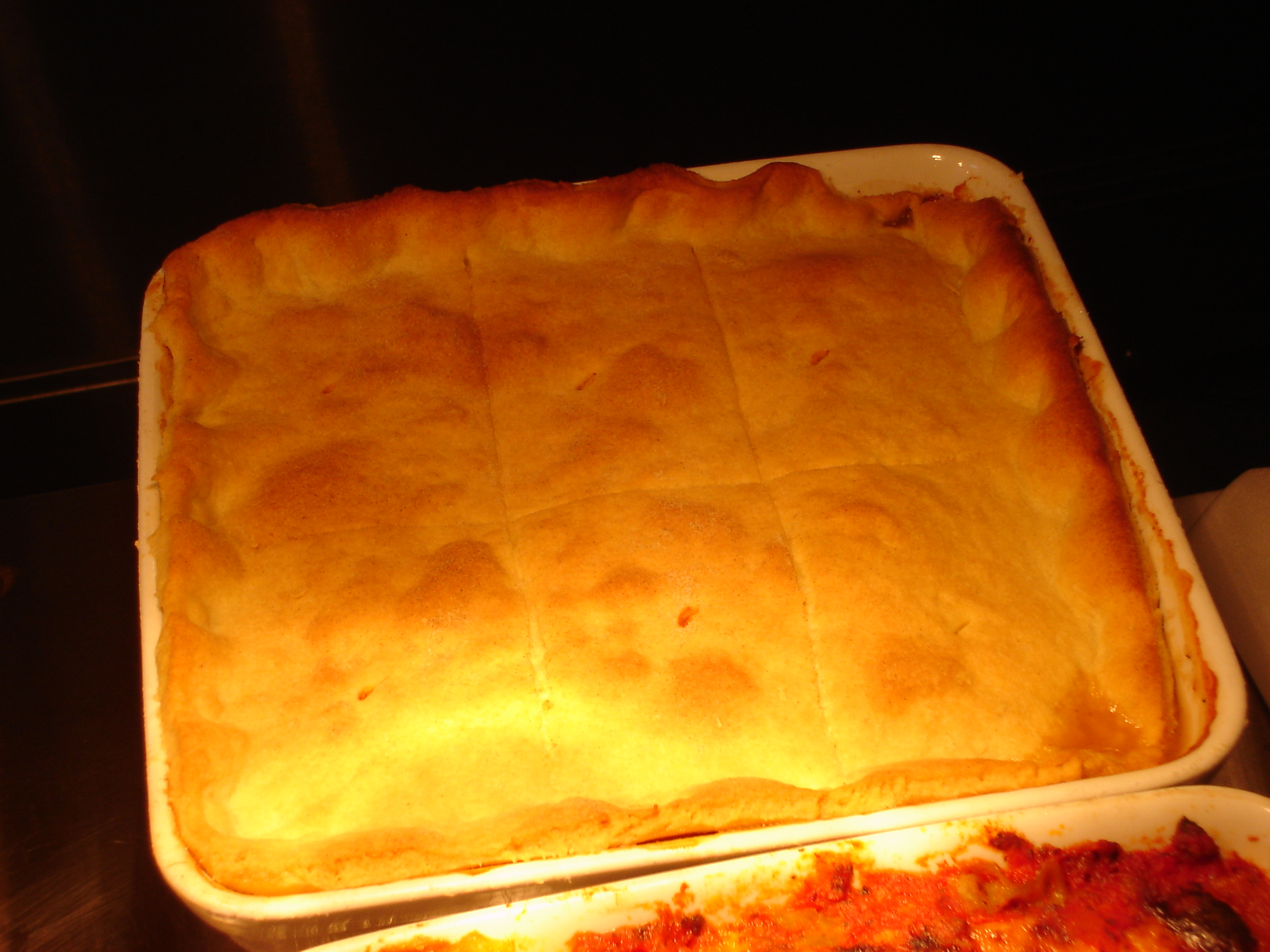
Steak and kidney pie.

En el terreno de la comida rápida, la gastronomía de Inglaterra ha podido hacer famoso los fish and chips, que es un filete de pescado frito, comúnmente bacalao o abadejo, servido con patatas fritas de corte grueso en un cucurucho de papel. Suele venderse en puestos callejeros y es muy frecuente en grandes ciudades como Londres. El típico fish and chips, servido en los pubs es también acompañado de mushy peas y salsa tártara. Otras variedades de comida rápida en Inglaterra son los pasteles rellenos de carne y verduras, como los steak and kidney. Otra preparación típica de algunas zonas es el parmo.